# District de Monduli

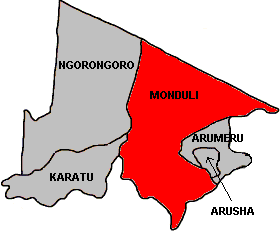
Le district de Monduli dans la région d'Arusha

Le district de Monduli est l'un des cinq districts de la région d'Arusha en Tanzanie. Il est bordé au nord par le Kenya, à l'est par la région du Kilimandjaro et le district d'Arumeru, au sud par la région de Manyara et à l'ouest par le district de Ngorongoro et le district de Karatu.
Selon le recensement national de 2002, la population du district est de 185 237 habitants.

## Subdivisions
Le district de Monduli est découpé en 20 subdivisions :
- Engarenaibor
- Engaruka
- Engutoto
- Esilalei
- Gelai Lumbwa
- Gelai Meirugoi
- Kitumbeine
- Lolkisale
- Longido
- Makuyuni
- Matale
- Moita
- Monduli Juu
- Monduli Mjini
- Mto wa Mbu (en français : rivière aux moustiques)
- Namanga
- Ol-molog
- Selela
- Sepeko
- Tingatinga